# هانا شنايدر
هانا شنايدر (بالدنماركية: Hannah Schneider)‏ هي كاتبة غنائية وموسيقية ومغنية دنماركية، ولدت في 28 نوفمبر 1982.

## وصلات خارجية
- هانا شنايدر على موقع IMDb (الإنجليزية)
- هانا شنايدر على موقع ميوزك برينز (الإنجليزية)
- هانا شنايدر على موقع ديسكوغز (الإنجليزية)